# Kabupaten Seruyan
Kabupaten Seruyan är ett kabupaten i Indonesien.   Det ligger i provinsen Kalimantan Tengah, i den västra delen av landet, 700 km nordost om huvudstaden Jakarta. Antalet invånare är 139 931.